# Eino Kirjonen
Eino Einari Kirjonen (25. února 1933, Koivisto (dnes Primorsk, Leningradská oblast, Rusko) – 25. srpna 1988, Kouvola, Finsko) byl finský skokan na lyžích.
Mezi roky 1953 a 1957 třikrát obsadil druhé místo v celkovém hodnocení Turné čtyř můstků. V sezoně 1956/57 prohrál s vítězem, krajanem Penttim Uotinenem, o pouhých 0,7 bodu. Na Zimních olympijských hrách 1956 v Cortině d'Ampezzo skončil sedmý v závodě na velkém můstku. Roku 1962 se pak dočkal celkového vítězství na Turné.